# İsmail Özden
İsmail Özden, també conegut com a Zekî Şengalî o Mam Zekî ('Oncle Zekî'), (Şimzê, Beşiri, 1952 – Sinjar, 15 d'agost de 2018) va ser un polític i guerriller kurd iazidi, militant del Partit dels Treballadors del Kurdistan (PKK), famós pel paper principal que va tenir en la resistència al genocidi d'Estat Islàmic de l'Iraq i el Llevant contra els iazidis. Va ser assassinat el 15 d'agost de 2018 en un atac aeri de la Força Aèria turca.

## Orígens
Özden va néixer l'any 1952 de pares kurds iazidis i va assistir a l'escola primària al poble, però va abandonar l'escola secundària. El 1969, amb 17 anys, es va traslladar a Alemanya per invitació dels seus germans i es va instal·lar a la ciutat de Celle, a la Baixa Saxònia, on ja hi era present una comunitat de la diàspora iazidi.

## Carrera política i militar
El 1978 va conèixer simpatitzants del PKK i va començar a implicar-se en la tasca de propaganda del partit. El 1981 es va convertir en el president fundador de l'Associació de Treballadors Patriòtics del Kurdistan (en kurd: Komeleya Karkerên Welatparêzên Kurdistanê) a Celle. El 1981 també va començar a participar en l'edició del Sêrxwebun, publicació oficial del PKK. El 1985 va viatjar als camps d'entrenament del partit i es va trobar amb el seu líder, Abdullah Öcalan. El 1987 ja s'havia convertit en un membre de rang del PKK. A causa de la seva experiència prèvia amb el moviment kurd a Europa, va ser enviat en missió del PKK a Alemanya, tasca que va desenvolupar entre 1992 i 1996. Aquell any, però, va ser detingut i processat per la seva militància i no va ser alliberat fins al 1998.
Després de la captura d'Öcalan, es va traslladar a les muntanyes Kandil, al nord-est de l'Iraq, i es va convertir en membre del consell executiu de la Confederació Democràtica del Kurdistan, una organització política kurda que incorpora el PKK. Va ser nomenat líder responsable de la província de Sinjar, part del districte de Sinjar a la governació de Nínive, al nord-oest de l'Iraq. Özden va ser enviat per substituir els antics líders de la província, Vahiyettin Karay («Agit Civyan») i «Agit Kelar», que van morir assassinat per un atac aeri turc, juntament amb 33 persones més, durant una reunió a les muntanyes Kandil. L'organització militant kurda va establir bases a la zona muntanyosa de Sinjar, on hi havia estacionada una força armada d'uns 2.500 guerrillers. Özden es va traslladar a Sinjar l'11 de juliol de 2011.

## Assassinat
El 15 d'agost de 2018, les Forces Armades turques, en cooperació amb l'Organització Nacional d'Intel·ligència de Turquia (turc: Milli İstihbarat Teşkilatı, MİT), va realitzar un atac aeri transfronterer en territori iraquià. L'operació va rebre el nom de «Bedirhan Mustafa Karakaya» en honor a un nen de deu mesos que, juntament amb la seva mare, va ser assassinat per un artefacte explosiu improvisat del PKK col·locat al seu cotxe. El 31 de juliol de 2018, el nen i la mare estaven tornant d'una visita al seu pare i marit, respectivament, que servia com a sergent de la Jandarma estacionat a Gever, al sud-est del Kurdistan controlat per Turquia. El MİT va poder escoltar el telèfon per satèl·lit d'Özden i així va poder localitzar el seu parador. La seva activitat es va observar durant tres dies.
Una unitat d'intel·ligència turca va informar que Özden havia arribat al poble de Koço, al districte de Sinjar, cap a les 12:00, hora local, del 15 d'agost de 2018. Havia d'assistir a un servei commemoratiu per les víctimes de la massacre de Sinjar, perpetrada per Estat Islàmic de l'Iraq i el Llevant (ISIL) contra la població iazidi a principis d'agost de 2014. Va romandre a la zona unes tres hores i mitja i l'atac aeri no va començar durant aquest temps a causa de la seva proximitat amb un gran nombre de civils. Va sortir del lloc de reunió cap a les 15:30 en un vehicle blindat, encastat en un comboi de quatre cotxes, que es va observar per aire i terra durant aproximadament 20 minuts. Els atacs aeris es van dur a terme com a part d'una sèrie d'operacions militars transfrontereres turques amb el suposat permís del govern iraquià.

## Llegat
Per molts iazidis és vist com un heroi de la resistència contra Estat Islàmic. A Turquia, però, se'l va veure com un terrorista i es va convertir en la persona més buscada a la llista vermella del govern turc. La recompensa monetària per la seva mort o captura va ser de 4 milions de lires turques (més d'1 milió d'euros). A Celle, ciutat alemanya on va residir durant un temps, es va celebrar una cerimònia per vetllar la seva mort.